# 塔里木水库
塔里木水库，又名罗乎罗克水库，是中国新疆维吾尔自治区巴音郭楞蒙古自治州尉犁县境内的一座水库，位于塔里木河上，是一座平原灌注式水库。水库于1970年5月动工兴建，1971年11月竣工，总库容1500万立方米，死库容400万立方米，平均水深为3.30米。